# Rondibilis plagiata
Rondibilis plagiata es una especie de escarabajo longicornio del género Rondibilis, tribu Acanthocinini, subfamilia Lamiinae. Fue descrita científicamente por Gahan en 1894.

## Descripción
Mide 6-13 milímetros de longitud.

## Distribución
Se distribuye por Laos, Malasia, Birmania y Nepal.